# Ludwig Bründl
Ludwig Bründl (ur. 23 listopada 1946 w Monachium) – niemiecki piłkarz występujący na pozycji napastnika.  

## Kariera
Bründl treningi rozpoczął w zespole SV Ening. W 1959 roku przeszedł do juniorów TSV 1860 Monachium, a w 1965 roku został włączony do jego pierwszej drużyny, grającej w Bundeslidze. W sezonie 1965/1966 nie rozegrał tam żadnego spotkania, a w Bundeslidze zadebiutował 10 września 1966 w zremisowanym 3:3 meczu z MSV Duisburg. Z kolei 29 października 1966 w zremisowanym 2:2 spotkaniu z Hannoverem 96 strzelił pierwszego gola w Bundeslidze. W sezonie 1966/1967 wywalczył z zespołem wicemistrzostwo Niemiec.
W 1968 roku Bründl odszedł do 1. FC Köln, także grającego w Bundeslidze. Spędził tam sezon 1968/1969. W 1969 roku odszedł do Stuttgarter Kickers z Regionalligi. Występował tam przez dwa sezony, a potem przeniósł się do Eintrachtu Brunszwik (Bundesliga). W sezonie 1971/1972 został królem strzelców Pucharu UEFA. W sezonie 1972/1973 spadł z klubem do Regionalligi, jednak w kolejnym awansował z nim z powrotem do Bundesligi. Zawodnikiem Eintrachtu był przez pięć sezonów.
W 1976 roku odszedł do szwajcarskiego Vevey Sports z drugiej ligi, gdzie w 1978 roku zakończył karierę.